# Spilogona pseudodispar
Spilogona pseudodispar är en tvåvingeart som först beskrevs av Frey 1915.  Spilogona pseudodispar ingår i släktet Spilogona och familjen husflugor. Arten är reproducerande i Sverige. Inga underarter finns listade i Catalogue of Life.